# ماركوس تسيمارمان
ماركوس تسيمارمان (بالألمانية: Markus Zimmermann)‏ هو متزلج جماعي ألماني، ولد في 4 سبتمبر 1964 في بيرتشسغادن في ألمانيا.

## وصلات خارجية
- ماركوس زيمارمان على موقع IBSF (الإنجليزية)
- ماركوس زيمارمان على موقع اللجنة الأولمبية الدولية (الإنجليزية)
- ماركوس زيمارمان على موقع أوليمبيديا (الإنجليزية)